# 로드 트립 (영화)
《로드 트립》(영어: Road Trip)은 미국에서 제작된 토드 필립스 감독의 2000년 로드 섹스 코미디 영화이다. 브레킨 마이어, 숀 윌리엄 스콧 등이 출연하였고, 대니얼 골드버그 등이 제작에 참여하였다.

## 줄거리
뉴욕주 이서카에 위치한 대학교에 다니는 조시는 텍사스주 오스틴에 있는 대학교에 들어간 여자친구 티퍼니와 장거리 연애를 하며 종종 영상 편지를 비디오테이프 형태로 만들어 보내고 있다.
어느 날 조시는 같은 학교에 재학하는 베스와 바람을 피우게 돼 성관계를 하면서 함께 동영상을 찍고, 실수로 이를 티퍼니에게 보내게 된다. 조시는 티퍼니가 우편을 받기 전에 이를 가로채기 위해 대학교 절친 E.L., 루빈, 그리고 잘 모르는 사이이지만 차가 있는 카일과 함께 1,800 마일을 달리는 장거리 자동차 여행을 시작한다. 게다가 조시는 학점을 따기 위해 3일 안에 다시 이서카로 돌아와 중간고사를 치러야만 한다.

## 출연진
- 브레킨 마이어 - 조시 파커 역
- 숀 윌리엄 스콧 - E.L. 폴트 역
- 폴로 코스탠조 - 루빈 카버 역
- DJ 퀄스 - 카일 에드워즈 역
- 에이미 스마트 - 베스 와그너 역
- 레이철 블랜처드 - 티퍼니 헨더슨 역
- 톰 그린 - 배리 매닐로 역
- 앤서니 랩 - 제이컵 슐츠 역
- 프레드 워드 - 얼 에드워즈 역
- 앤디 딕 - 모텔 직원 역
- 이선 수플리 - 에드 브래드퍼드 역
- 제시카 코피얼 - 다른 티퍼니 헨더슨 역
- 메리 린 라이스커브 - 시각 장애인 브렌다 역
- 콜 서더스 - 마크 역
- 웬들 B. 해리스 주니어 - 앤더슨 교수 역
- 리니 벨 - 칼라 역
- 에드먼드 린덱 - 잭 매닐로 역
- 엘런 앨버티니 다우 - 매닐로 부인 역
- 허레이쇼 샌즈 - 카일의 프렌치 토스트에 못된 장난을 치는 종업원 역
- 로다 그리피스 - 대학 방문 단체의 엄마 역
- 지미 키멀 - 개 코키 역 (목소리)
- 토드 필립스 - 클레이턴 역

## 기타 제작진
- 배역: 앤 골더, 낸시 네이어
- 미술: 클라크 헌터
- 의상: 페기 스탬퍼